# Dmitri Khomich
Dmitri Nikolayevich Khomich (tiếng Nga: Дмитрий Николаевич Хомич, sinh ngày 4 tháng 10 năm 1984) là một thủ môn bóng đá người Nga thi đấu cho F.K. Amkar Perm.

## Sự nghiệp
Vào tháng 2 năm 2014, Khomich ký bản hợp đồng 3 năm với FC Kairat của Giải bóng đá ngoại hạng Kazakhstan. Vào tháng 10 năm 2014, Khomich, cùng với Mikhail Bakayev, Zaurbek Pliyev, Aleksandr Kislitsyn và Samat Smakov, bị cấm tập luyện với FC Kairat. Khomich rời FC Kairat vào tháng 11 năm 2014, sau khi kết thúc mùa giải 2014.
Vào tháng 2 năm 2015, Khomich ký hợp đồng cùng với Amkar Perm đến hết mùa giải 2014–15.

## Thống kê sự nghiệp

### Câu lạc bộ
Tính đến 20 tháng 5 năm 2018
| Câu lạc bộ          | Mùa giải             | Giải vô địch                       | Giải vô địch | Giải vô địch | Cúp     | Cúp       | Châu lục | Châu lục  | Tổng cộng | Tổng cộng |
| Câu lạc bộ          | Mùa giải             | Hạng đấu                           | Số trận      | Bàn thắng    | Số trận | Bàn thắng | Số trận  | Bàn thắng | Số trận   | Bàn thắng |
| ------------------- | -------------------- | ---------------------------------- | ------------ | ------------ | ------- | --------- | -------- | --------- | --------- | --------- |
| Mozdok              | 2000                 | PFL                                | 8            | 0            | 0       | 0         | –        | –         | 8         | 0         |
| Alania Vladikavkaz  | 2001                 | Giải bóng đá ngoại hạng Nga        | 0            | 0            | 0       | 0         | –        | –         | 0         | 0         |
| Alania Vladikavkaz  | 2002                 | Giải bóng đá ngoại hạng Nga        | 0            | 0            | 0       | 0         | –        | –         | 0         | 0         |
| Alania Vladikavkaz  | 2003                 | Giải bóng đá ngoại hạng Nga        | 9            | 0            | 1       | 0         | –        | –         | 10        | 0         |
| Alania Vladikavkaz  | 2004                 | Giải bóng đá ngoại hạng Nga        | 14           | 0            | 1       | 0         | –        | –         | 15        | 0         |
| Spartak Moscow      | 2005                 | Giải bóng đá ngoại hạng Nga        | 0            | 0            | 1       | 0         | –        | –         | 1         | 0         |
| Spartak Moscow      | 2006                 | Giải bóng đá ngoại hạng Nga        | 3            | 0            | 1       | 0         | 0        | 0         | 4         | 0         |
| Spartak Moscow      | 2007                 | Giải bóng đá ngoại hạng Nga        | 1            | 0            | 2       | 0         | 3        | 0         | 6         | 0         |
| Spartak Moscow      | Tổng cộng            | Tổng cộng                          | 4            | 0            | 4       | 0         | 3        | 0         | 11        | 0         |
| Spartak Nalchik     | 2008                 | Giải bóng đá ngoại hạng Nga        | 27           | 0            | 0       | 0         | –        | –         | 27        | 0         |
| Spartak Nalchik     | 2009                 | Giải bóng đá ngoại hạng Nga        | 11           | 0            | 0       | 0         | –        | –         | 11        | 0         |
| Spartak Nalchik     | Tổng cộng            | Tổng cộng                          | 38           | 0            | 0       | 0         | 0        | 0         | 38        | 0         |
| Alania Vladikavkaz  | 2010                 | Giải bóng đá ngoại hạng Nga        | 16           | 0            | 2       | 0         | –        | –         | 18        | 0         |
| Alania Vladikavkaz  | 2011–12              | FNL                                | 40           | 0            | 2       | 0         | 4        | 0         | 46        | 0         |
| Alania Vladikavkaz  | 2012–13              | Giải bóng đá ngoại hạng Nga        | 17           | 0            | 0       | 0         | –        | –         | 17        | 0         |
| Alania Vladikavkaz  | 2013–14              | FNL                                | 17           | 0            | 0       | 0         | –        | –         | 17        | 0         |
| Alania Vladikavkaz  | Tổng cộng (2 spells) | Tổng cộng (2 spells)               | 113          | 0            | 6       | 0         | 4        | 0         | 123       | 0         |
| Kairat              | 2014                 | Giải bóng đá ngoại hạng Kazakhstan | 26           | 0            | 3       | 0         | 4        | 0         | 33        | 0         |
| Amkar Perm          | 2014–15              | Giải bóng đá ngoại hạng Nga        | 1            | 0            | –       | –         | –        | –         | 1         | 0         |
| Amkar Perm          | 2015–16              | Giải bóng đá ngoại hạng Nga        | 0            | 0            | 1       | 0         | –        | –         | 1         | 0         |
| Amkar Perm          | 2016–17              | Giải bóng đá ngoại hạng Nga        | 13           | 0            | 1       | 0         | –        | –         | 14        | 0         |
| Amkar Perm          | 2017–18              | Giải bóng đá ngoại hạng Nga        | 1            | 0            | 1       | 0         | –        | –         | 2         | 0         |
| Amkar Perm          | Tổng cộng            | Tổng cộng                          | 15           | 0            | 3       | 0         | 0        | 0         | 18        | 0         |
| Tổng cộng sự nghiệp | Tổng cộng sự nghiệp  | Tổng cộng sự nghiệp                | 204          | 0            | 16      | 0         | 11       | 0         | 231       | 0         |